# ОШ „Иво Лола Рибар” Александровац
ОШ „Иво Лола Рибар” једна је од основних школа у Александровцу. Налази се у улици Крушевачка 16.

## Општи подаци о школи
Ова школа својом мрежом покрива 17 насељених места, односно око половине површине општине Александровац, која је, с обзиром на број становника (28 558 по попису из 2011. године) и насељених места (53) веома разуђена (заузима 386,6 квадратних километара). 
Школски објекти који припадају ОШ “Иво Лола Рибар“ лоцирани су у распону од око 40 км. Бројно стање свих школских објекта је 22.
Површина истих 11 894 m² ОШ „Иво Лола Рибар” у Александровцу организује наставу у 19 школских објеката од чега 16 припрадају издвојеним оделењима. Број чистих оделења је 31, а конминованих 16, а неподељених школа је 6. Дакле, укупан број оделења у школи је 53.
- Матична школа у Александровцу обухвата и насеља Витково, Стубал и Вратари (Горњи Вратари и Доњи Вратари).[1]
- Издвојено оделење Доброљупци обухвата Шљивово и Љубинци.[1]
- Издвојено оделење Злегиње обухвата Трнавци, Суботица, Гаревина и Горњи Ступањ.[1]

Простор и опрема:  УKУПНА ПОВРШИНА СВИХ ШKОЛСKИХ ОБЈЕKАТА: 11894 м2, од тога:
- УЧИОНИЦЕ, КАБИНЕТИ И ХОДНИЦИ: 9461 м2
- БИБЛИОТЕKЕ: укупан број 7, површина 405 м2
- ФИСKУЛТУРНЕ САЛЕ: укупан број 13, површина 1275 м2
- KУХИЊСKЕ ПРОСТОРИЈЕ ЗА ПРИПРЕМАЊЕ И СЕРВИРАЊЕ ХРАНЕ: укупан број 21, површина 753 м2
- СПОРТСKИ ТЕРЕНИ: укупан број 16, површина 10652 м2

## Историјат
Основна школа „Иво Лола Рибар“ је једна од две основне школе у Александровцу, које настављају позитивну традицију прве школе у Александровцу, основане 1837. године. ОШ “Иво Лола Рибар“ је почела са радом 1.септембра 1984. године, као матична школа са 5 физички издвојених одељења.
Одлуком Министарства просвете Републике Србије о реконструкцији мреже школа 1996. године ОШ “Иво Лола Рибар“ припојене су три осморазредне школе са њиховим
издвојеним одељењима. Од тада школа функционише као заједница 4 осморазредне и 16 четвороразредних школа, са седиштем у централној - градској школи у Александровцу.

## Програми и пројекти
Од школске 2019/2020. године матична школа у Александровцу је укључена у пилот-пројекат Министарства просвете РС под називом „Обогаћен једносменски рад у основној школи“. У тај пројекат је укључено 240 школа у Србији, из свих школских управа.